# Pallywood
Pallywood (un composto aplologico di "palestinese" e "Hollywood") è un termine utilizzato per indicare contenuti multimediali di origine palestinese atti a ingigantire e simulare, in toto o in parte, le sofferenze del popolo palestinese. Negli ambienti anti-israeliani "Pallywood" è considerata una campagna di disinformazione. Il termine è entrato in uso dopo l'uccisione di Muhammad al-Durrah nel 2000, durante la Seconda intifada, che ha comportato la contestazione della veridicità delle prove fotografiche. Gli opinionisti israeliani hanno usato il termine per respingere i video che mostrano la violenza israeliana o la negazione delle sofferenze dei palestinesi.
Durante la guerra tra Israele e Hamas, il termine è stato usato per minimizzare le sofferenze dei palestinesi, ad esempio sostenendo che i bambini palestinesi morti fossero bambole finte, ed è considerato da alcune fonti giornalistiche come una teoria della cospirazione. Il termine e la relativa disinformazione sono stati talvolta utilizzati e diffusi come strumento di propaganda dai profili ufficiali del governo israeliano.
Il termine è stato pubblicizzato in parte dal professor Richard Landes della Università di Boston, come risultato in un video documentario online da lui prodotto, intitolato Pallywood: According to Palestinian Sources (traduzione italiana: Pallywood: secondo le fonti palestinesi), sottolineando numerosi episodi di manipolazione.

## I video di Landes
Nel 2005 il professor Richard Landes della Boston University ha prodotto un documentario di 18 minuti chiamato Pallywood: According to Palestinian Sources.
Nel suo video Landes mostra materiale video relativo al conflitto arabo-israeliano che è stato girato principalmente da video giornalisti freelance palestinesi. Il professore sostiene che la sistematica manipolazione dei media abbia avuto inizio almeno durante la Guerra del Libano del 1982, affermando che non solo il governo israeliano è troppo debole per contrastare le falsificazioni della stampa palestinese, ma che anche i broadcasters sono troppo acritici nel verificare il materiale dei freelance palestinesi. Si concentra in particolare sul caso di Muhammad al-Durra, un dodicenne palestinese largamente pubblicizzato come vittima del fuoco israeliano nella Striscia di Gaza il 30 settembre 2000 all'inizio della Seconda intifada.
Il filmato fu girato da un cameraman palestinese e trasmesso dal canale francese France 2 con il commento del veterano franco-israeliano Charles Enderlin, che però non era ovviamente presente durante gli scontri. Fu uno scoop di portata mondiale e la condotta delle Forze di difesa Israeliane fu pesantemente criticata dall'opinione pubblica internazionale, danneggiando fortemente l'immagine di Israele nell'immaginario globale. Il professor Landes pone in dubbio l'autenticità del filmato e ipotizza che al-Durrah non sia stato affatto ucciso, sostenendo che il filmato dell'intero evento sia stato progettato e girato dai Palestinesi. Inoltre asserisce che il materiale dimostra che "un cameraman palestinese, specialmente quando non ci sono Occidentali nei paraggi, cerca sistematicamente di allestire come un film scene d'azione"

## Uso più ampio del termine
Giornalisti del Ruthie Blum Jerusalem Post, descrivono Pallywood come un termine coniato da Richard Landes per riferirsi alle "produzioni girate dai palestinesi, di fronte a (e spesso con la collaborazione di) gruppi di telecamere occidentali con lo scopo di promuovere la propaganda anti-israeliana spacciandola per notizia". Landes stesso descrive Pallywood come un "termine che ho coniato io stesso (omissis) per descrivere i video creati ad arte spacciati per notizie" Oltre ad al-Durra, Landes cita l'esplosione della spiaggia di Gaza e lo sfruttamento da parte di Hamas della carenza di elettricità durante il conflitto Gaza-Israeliano, come un evento di Pallywood. Secondo Blum la "severa asserzione di Landes" gli ha conferito una reputazione in certi circoli culturali come un teorico conservatore della cospirazione.
La dottoressa Anat Berko, ricercatrice dell'Istituto Internazionale di politiche contro il terrorismo (ICT), e la dottoressa Edna Erez, comandante del dipartimento di Giustizia Criminale all'Università dell'Illinois a Chicago, sostengono che il fenomeno della fabbricazione artificiale di documenti-video dei conflitti è stato indicato come "Pallywood" (Palestinian Authority Hollywood)".
Simili affermazioni sono state fatte da altri analisti, in particolare dopo eventi simili di manipolazione mediatica (chiamata "Hezbollywood" da alcuni). L'Istituto Mackenzie, un think tank canadese che si occupa di difesa e sicurezza ha affermato che a causa della "lunga tradizione di mettersi in posa per le telecamere (omissis) il cinico termine "Pallywood" coniato dal disilluso giornalista per i servizi giornalistici dell'autorità palestinese diventa comprensibile".
Il termine è stato applicato, oltre al caso di Muhammad al-Durra, in un cospicuo numero di pubblicazioni e da analisti conservatori come David Frum e Michelle Malkin.
Il colonnista canadese Paul Schneidereit ha scritto: "... abbiamo visto casi in cui i corpi dei martiri palestinesi, trasportati dentro le bare sono inavvertitamente fatti cadere, a quel punto, di loro spontanea volontà, si sono rialzati e sono rientrati nella bara da soli. Abbiamo visto resoconti di massacri, come a Jenin nel 2002, che si sono dimostrati, dopo un'investigazione indipendente, enormemente gonfiati. Non c'è bisogno di dire che tali episodi non ispirano profonda fiducia nei successivi proclami e resoconti palestinesi, almeno fino a quando non siano stati verificati."
Un altro caso di "Pallywood" è quello di Saleh Al Jafarawi, noto come Mr. Fafo, che durante la Guerra Israele-Hamas ha prodotto centinaia di filmati fingendosi medico, giornalista, reporter di guerra o direttamente vittima civile. 
Anche se non propriamente pallywood, ad alimentare la credibilità del fenomeno sono state le pagine social di propaganda palestinese, che sovente hanno fatto uso di immagini e filmati di vittime di altri conflitti precedenti, prevalentemente in Siria e Libano, spacciandole per palestinesi.

### Ulteriori letture
- "And now it's 'Reutersgate'," Toronto Star, 9 agosto 2006.
- "Wie Palästinenser manchmal die Wahrheit verbiegen".[collegamento interrotto], Israelnetz, 19 giugno 2006.
- Cambanis, Thanassis. "Some Shunning the Palestinian Hard Stance," The Boston Globe, 6 settembre 2005.
- Gordon, Philip H. & Tasponar, Omer. "Why France shouldn't legislate Turkey's past," The New Republic, 30 ottobre 2006.